# Štěpán Vachoušek
Štěpán Vachoušek (26 de julho de 1979) é um ex-futebolista profissional tcheco que atuava como meia.

## Carreira
Štěpán Vachoušek representou a Seleção Checa de Futebol, na Eurocopa de 2004. 